# Hannaerden
Hannaerden (ook: Hanaarden) is een natuurgebied nabij de tot de Oost-Vlaamse gemeente Lebbeke behorende plaats Wieze.
Het gebied, dat beheerd wordt door Natuurpunt, maakt onderdeel uit van het natuurgebied Beneden-Dender en het ligt ten zuidoosten van de kom van Wieze. Onder meer de Pasbeek stroomt door het gebied, dat zeer drassige gedeelten kent. In het gebied liggen ook enkele poelen.